# Jak oplácíme rodičům
Jak oplácíme rodičům je téma televizního cyklu Bakaláři, který pro vysílání v roce 1977 připravilo brněnské studio Československé televize. Podle námětů televizních diváků napsal scenárista Jiří Melíšek tři televizní povídky: Návštěva, Domov a Adélka. Režisérem pořadu byl Otto Haas. Součástí pořadu bylo i vylosování pěti čísel Matesa.

## Povídka Návštěva
Obsazení
| Václav Voska   | Karel Vrána          |
| Ladislav Pešek | dědeček Arnošt Kubát |
| Milena Dvorská | Marcela Vránová      |

## Povídka Domov
Obsazení
| Jiřina Štěpničková | Koutná                   |
| Josef Bláha        | policista Josef          |
| František Kovářík  | Soukup                   |
| Jana Hlaváčková    | policistova žena Růženka |

## Povídka Adélka
Obsazení
| Libuše Geprtová  | učitelka v mateřské škole |
| Ludmila Slancová | Fáberová, matka Adélky    |
| Leopold Franc    | Karel Fábera, otec Adélky |
| Ladislav Lakomý  | primář chirurgie Fahoun   |

## Tvůrci pořadu
| Průvodce pořadem | Miroslav Horníček |
| Scénář           | Jiří Melíšek      |
| Režie            | Otto Haas         |
| Kamera           | Jiří Kačírek      |
| Hudba            | Milan Slimáček    |
| Střih            | Alena Hachlová    |
| Výtvarník scény  | Luděk Škuta       |
| Střih            | Alena Hachlová    |
| Zvuk             | Jindřich Stožický |
| Vedoucí výroby   | Ilona Stáňová     |

## Technické údaje
- Premiéra: 22. říjen 1977 (I. program Československé televize)
- Studio: Brno
- Barva: černobílý
- Jazyk: čeština
- Délka: cca 75 minut

## Z dobového tisku
Recenzent v Tvorbě (44/1977) brněnské vydání Bakalářů zhodnotil takto: „Brněnský bakalářský večer na téma Jak oplácíme rodičům převzal vlastně pražské schéma pořadu, pouze s tím rozdílem, že průvodní slovo svěřila redakce Miroslavu Horníčkovi. Dokonce i pokud jde o herecké obsazení, spoléhali autoři na osvědčené pražské síly, kterými jsou Ladislav Pešek, Milena Dvorská, Václav Voska, Jiřina Štěpničková, Josef Bláha a František Kovářík. Těžko říci, nakolik byla tato skutečnost výrazem nedůvěry ve vlastní tvůrčí zázemí nebo nakolik šlo pouze o výrobně kapacitní a technické využití brněnského studia. Každopádně se však výběrem a scenáristickým zpracováním Jiřího Melíška podařilo v příbězích Návštěva a Domov otevřeně a aktuálně exponovat lidské problémy, jež se týkají vztahů potomků k rodičům, dědečkům a babičkám žijícím svůj osamělý konec života v domovech důchodců. Moralita nazvaná Adélka, ve které jsme viděli tragické následky narušeného vztahu dítěte k rozcházejícím se rodičům, překročila poněkud meze vyhlášeného tématu a i přes působivost zpracování znamenala pouze opakování už mnohokrát využité rozvodové problematiky. Zmíněný Horníčkův komentář měl zřejmě odlehčit aspoň poněkud tísnivost pocitů, jež vysílané děje přirozeně vzbuzovaly, a nenásilnou, nevtíravou formou se mu to dosti podařilo. Místo obvyklého zábavného odlehčení tak televize v sobotu večer přinesla lidsky závažnou meditaci.“ 